# Assiuta salina
Assiuta salina är en insektsart som beskrevs av Lindberg 1954. Assiuta salina ingår i släktet Assiuta och familjen dvärgstritar. Inga underarter finns listade i Catalogue of Life.